# 1000 Sherbrooke
Le 1000 Sherbrooke (connu sous The ICAO Building jusqu'à son rachat dans les années 1980) est un gratte-ciel de Montréal.

## Description
Bâti en 1975 selon des plans similaires à l'Édifice Marie-Guyart à Québec, il mesure 121 mètres de hauteur et compte 27 étages. Situé au 1000 rue Sherbrooke Ouest, ce bâtiment de style brutaliste est l'œuvre de l'architecte Rosen Caruso Vecsei.
Il fut le siège de l'Organisation de l'aviation civile internationale entre 1975 à 1996. Par la suite, il a abrité les bureaux de la société informatique DMR, et est désormais occupé par une filiale de Fujitsu.
Il loge, entre autres, un centre de conférence important: le Centre Mont-Royal.